# Sindos

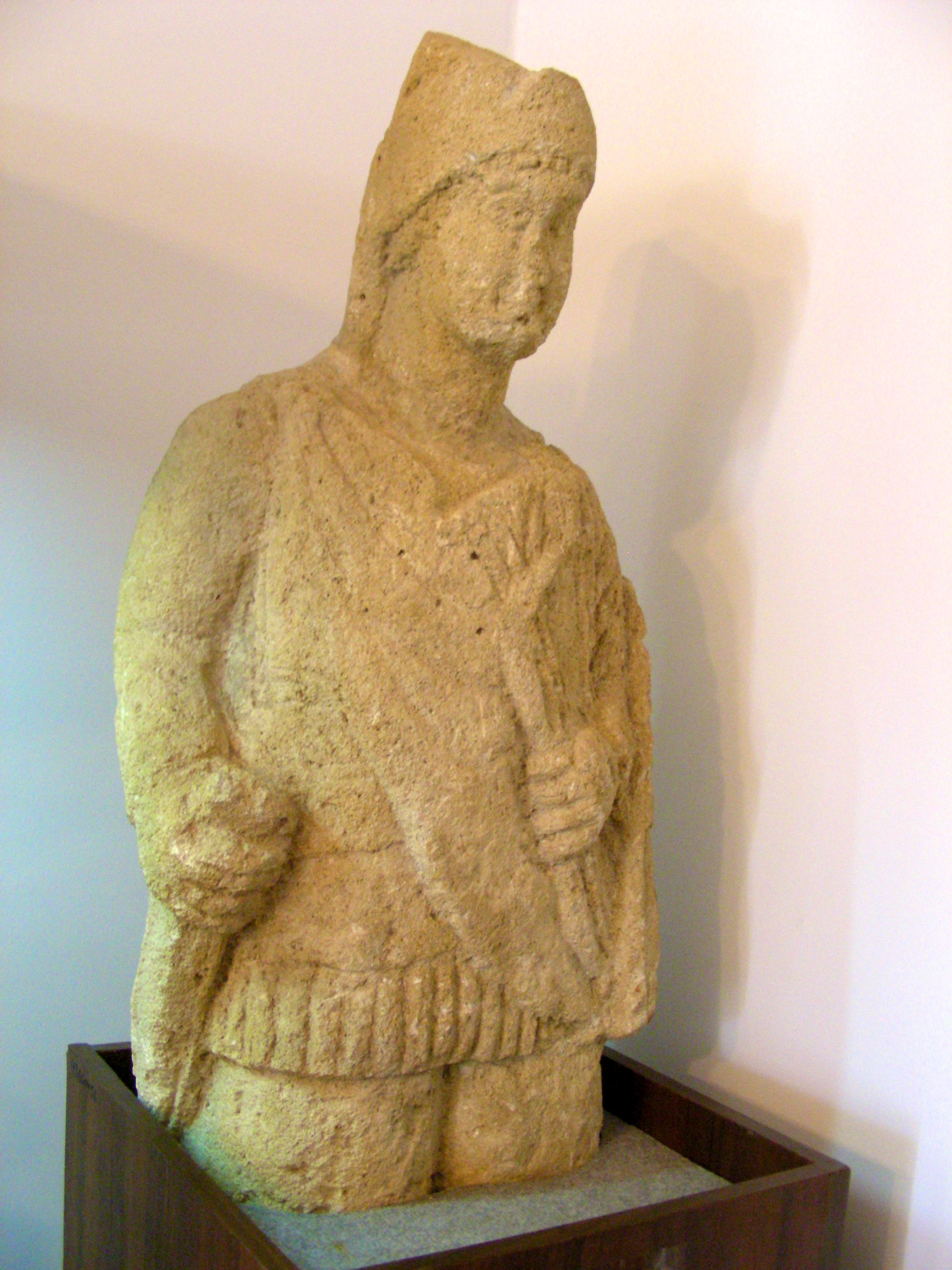
Estatua de guerrero sindo, hecha de arenisca. Museo Arqueológico de Kerch.

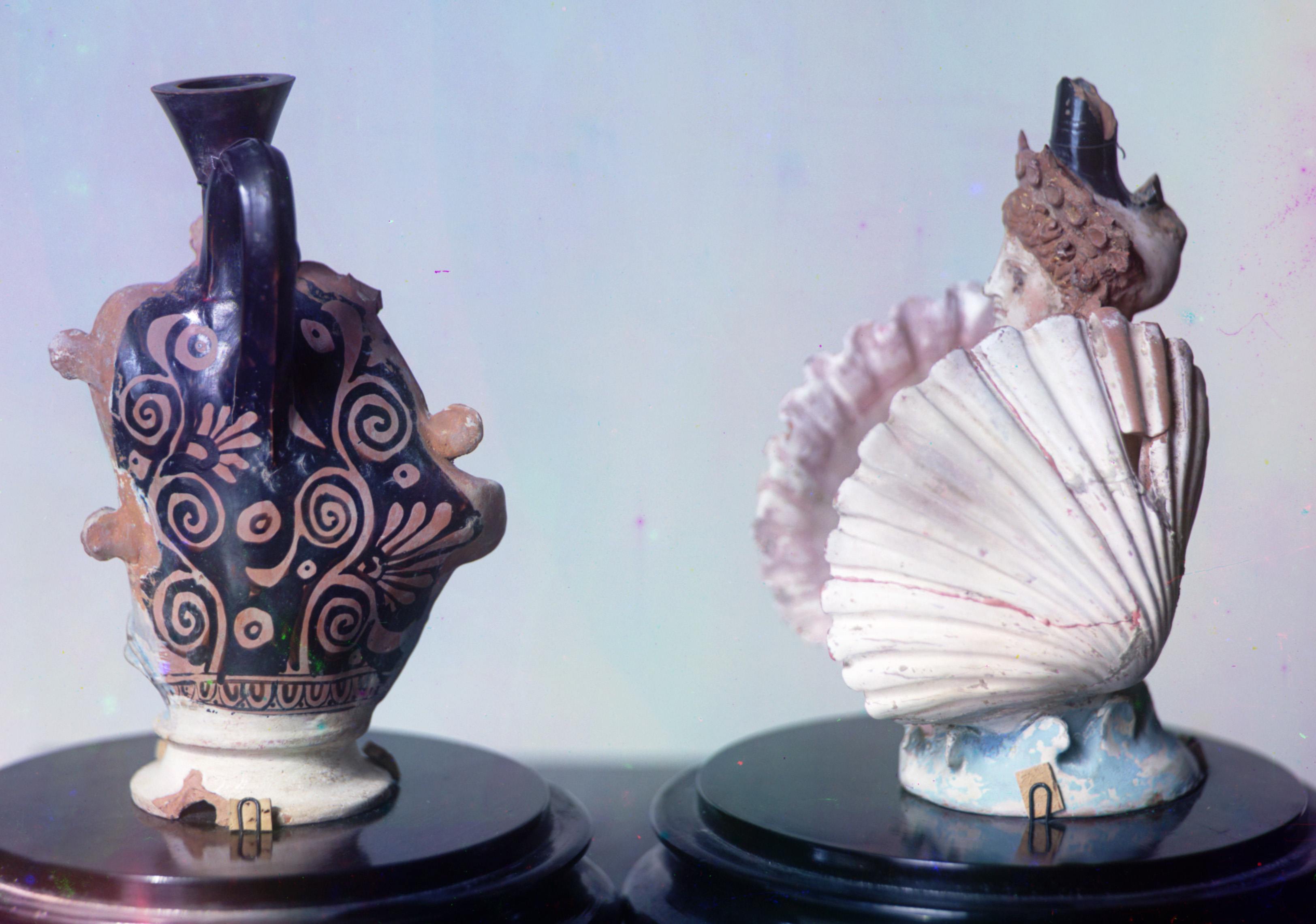
Antiguos vasos de terracota desenterrados en una necrópolis sinda cercana a Fanagoria. Fotografía de Prokudin-Gorskii (ca. 1912).

Los sindos (griego antiguo: Σινδοί, eran un antiguo pueblo que vivían en la costa sudoeste del mar de Azov, en la península de Tamán, y en la costa adyacente del Ponto Euxino (mar Negro), en la región denominada Síndica. Esta región se extendía entre las actuales ciudades de Temriuk y Novorosíisk (Híero para los antiguos griegos). La escritura del nombre es variada: Pomponio Mela los llamas sindones, Para Luciano de Samosata son los sindianoi. Plinio el Viejo menciona la población de Síndica, y dice que dicha ciudad distaba 67.500 pasos de la ciudad de Híero.
Estrabón explica que habitaban a lo largo del Palus Maeotis y formaban parte de los meotes, al igual que otros pueblos, como los dandarios, toratas, agros, arrecos, tarpites, obidiacenos, sitacenos, doscos y aspurgianos.
La Gran Enciclopedia Soviética los califica como una subtribu de los meotes. En el siglo V a. C. los sindos fueron subyugados por el reino del Bósforo. 
Salieron a la luz varios túmulos que, cuando se excavaron por arqueólogos soviéticos, revelaron que su cultura estaba muy helenizada. 
Fueron asimilados por los sármatas en el siglo I a. C.
Además del puerto de Sinda, las ciudades de Hermonasa, Gorgipia y Aborace también pertenecieron a este pueblo.
Tuvieron una forma de gobierno monárquico según Polieno. Gorgipia era la residencia real. Nicolás Damasceno describe una costumbre peculiar que tenían de tirar sobre la tumba de una persona fallecida tantos peces como número de enemigos a los que habían vencido.